# Lestko
Lestko (vagy Lestek, Leszek) (?, 870-es évek – ?, 930-as évek) mondabeli lengyel herceg – Siemowit fia –, aki 930 és 940 között születhetett, feltéve ha valóban létezett.
A lengyel állam megalapítása előtti időkben a területen élő szláv törzsekre a krónikák "Lestkowici" néven emlékeznek. Ez arra utalhat, hogy a hagyomány szerint ezeket a törzseket Lestko uralhatta, ez azonban még nem elegendő bizonyíték Lestko és felmenői (Siemowit, illetve az ő apja Piast) létezésére.